# Peugeot Type 72
La Peugeot Type 72 est un modèle d'automobile produit par le constructeur français Peugeot en 1905.